# Aechmea prancei
Aechmea prancei är en gräsväxtart som beskrevs av Lyman Bradford Smith. Aechmea prancei ingår i släktet Aechmea och familjen Bromeliaceae. Inga underarter finns listade i Catalogue of Life.